# AC4
Gli AC4 sono un gruppo musicale hardcore punk svedese, formato a Umeå da Dennis Lyxzén e David Sandström, storici componenti dei Refused.
Il nome proviene dal codice postale del Västerbotten, regione dove è situata Umeå.

## Storia del gruppo
Lyxzén e Sandström avevano già parlato di iniziare una nuova band a lungo quando, nella primavera del 2008 Karl Backman inizia a scrivere canzoni per il nuovo gruppo, che inizia a provare. Jens Norden aveva già suonato con Lyxzén nel gruppo straight edge/hardcore punk pre-Refused Step Forward tra il 1987 e il 1991 e dal 1990 con Backman nel gruppo punk The Vectors.
Il primo concerto si è svolto durante l'occupazione del Parkgatan a Umeå il 5 maggio 2008. Nel giugno dello stesso anno viene pubblicato su YouTube un loro video dal vivo, che entra nella playlist di Kerrang! e riceve oltre 14 000 visite nella prima settimana.
Nel 2008 suonano al Storsjöyran e all'Umeå Punkfest, mentre nel 2009 suonano al Way Out West Festival e pubblicano l'eponimo AC4 con l'etichetta di Lyxzén, Ny Våg. Nel 2010 partono in tour per l'Europa e pubblicano un nuovo EP.
Nel 2013 pubblicano l'album Burn the World.

## Formazione

### Formazione attuale
- Dennis Lyxzén - voce
- Karl Backman - chitarra
- Christoffer Röstlund Jonsson - basso
- Fredrik Lyxzén - batteria[14]

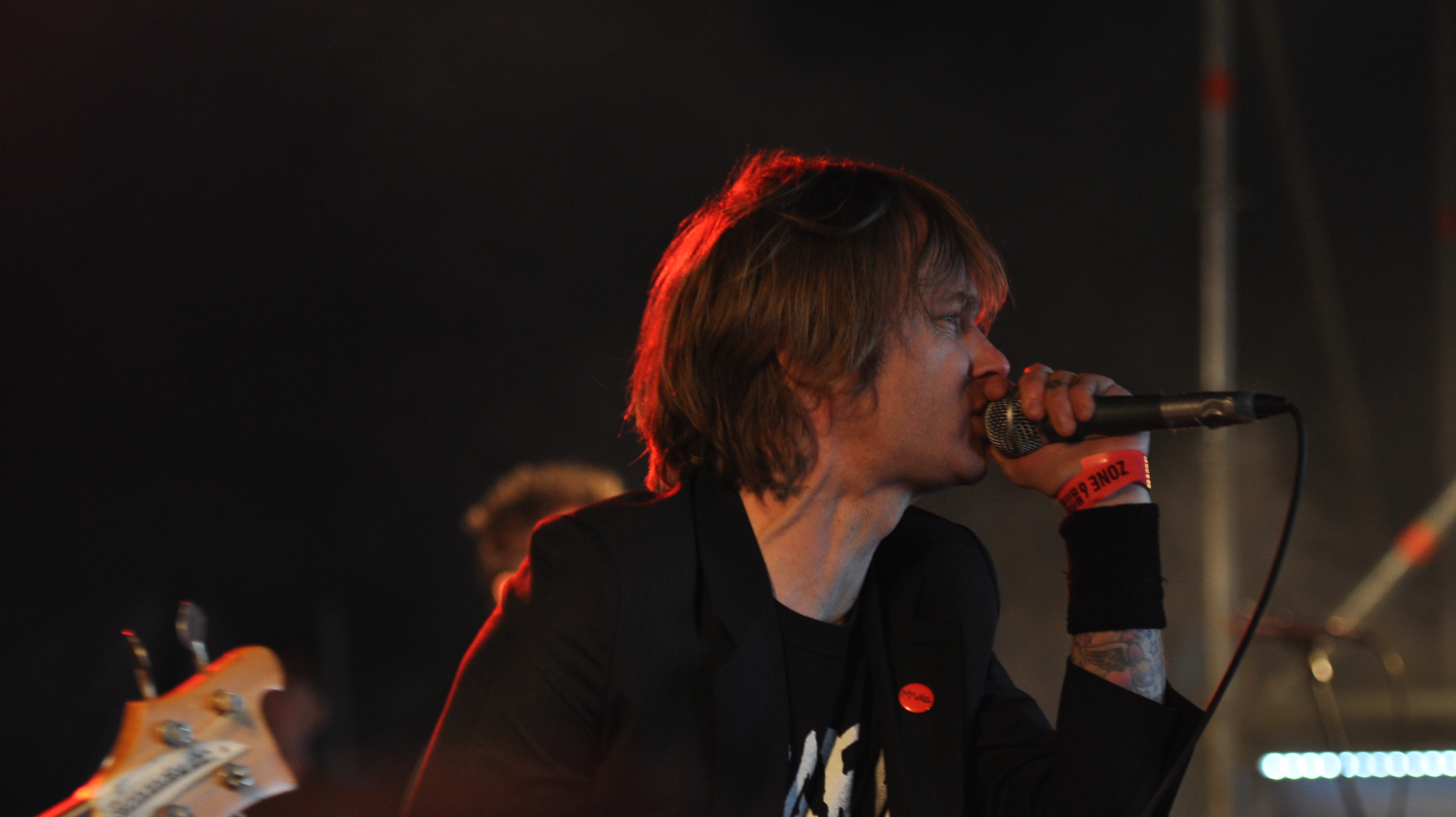
Dennis Lyxzén
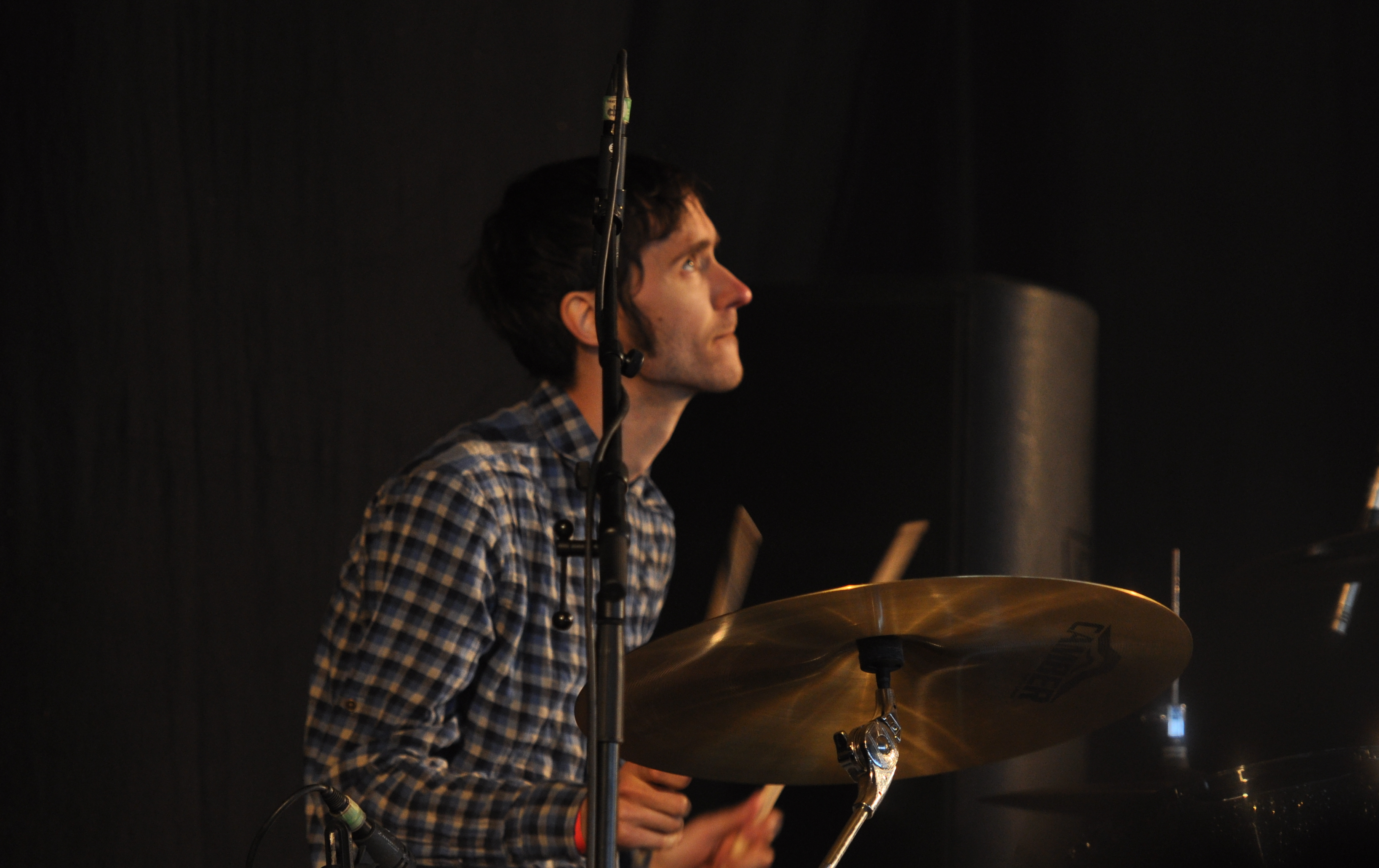
Fredrik Lyxzén
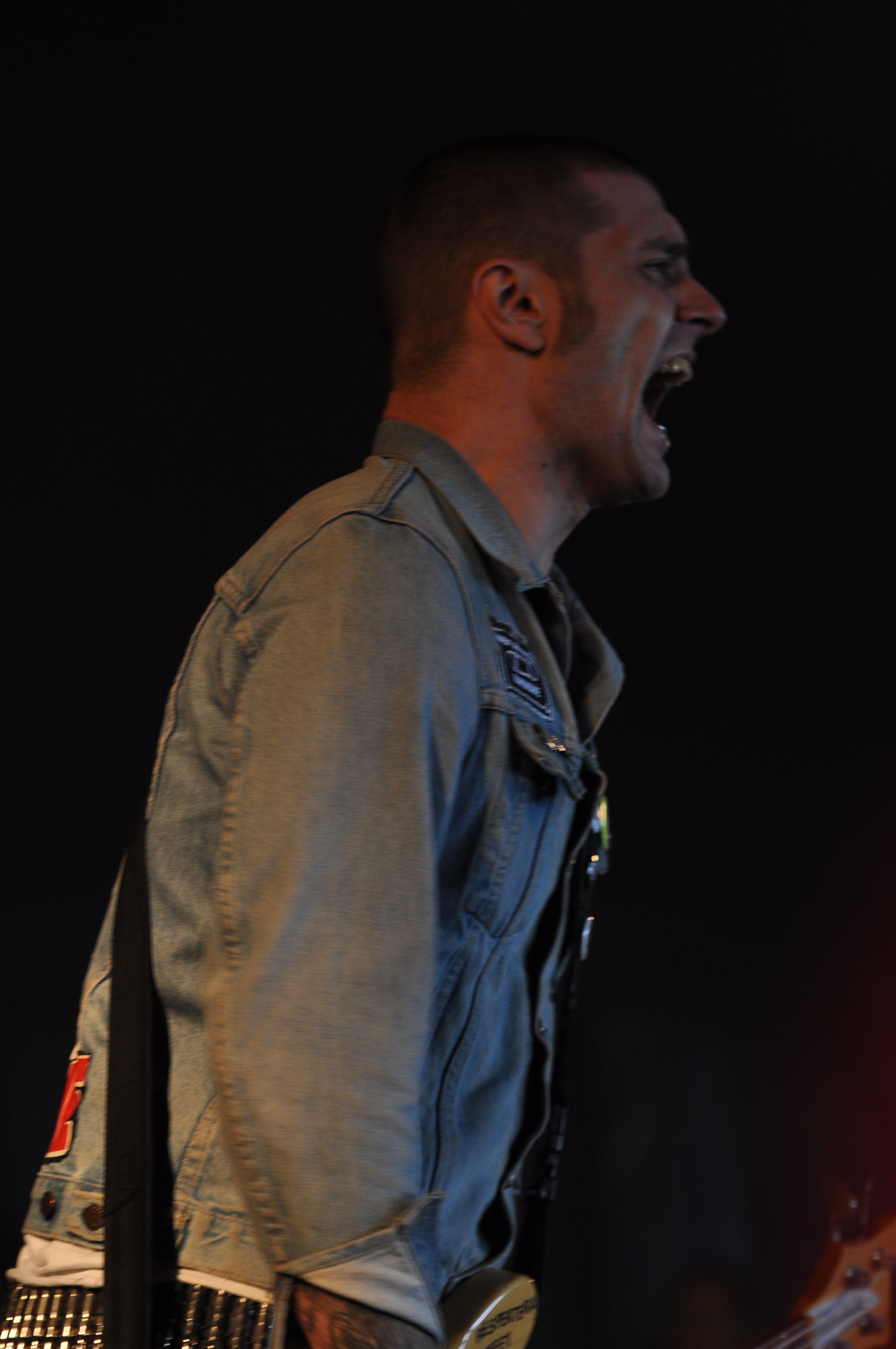
Christoffer Röstlund Jonsson
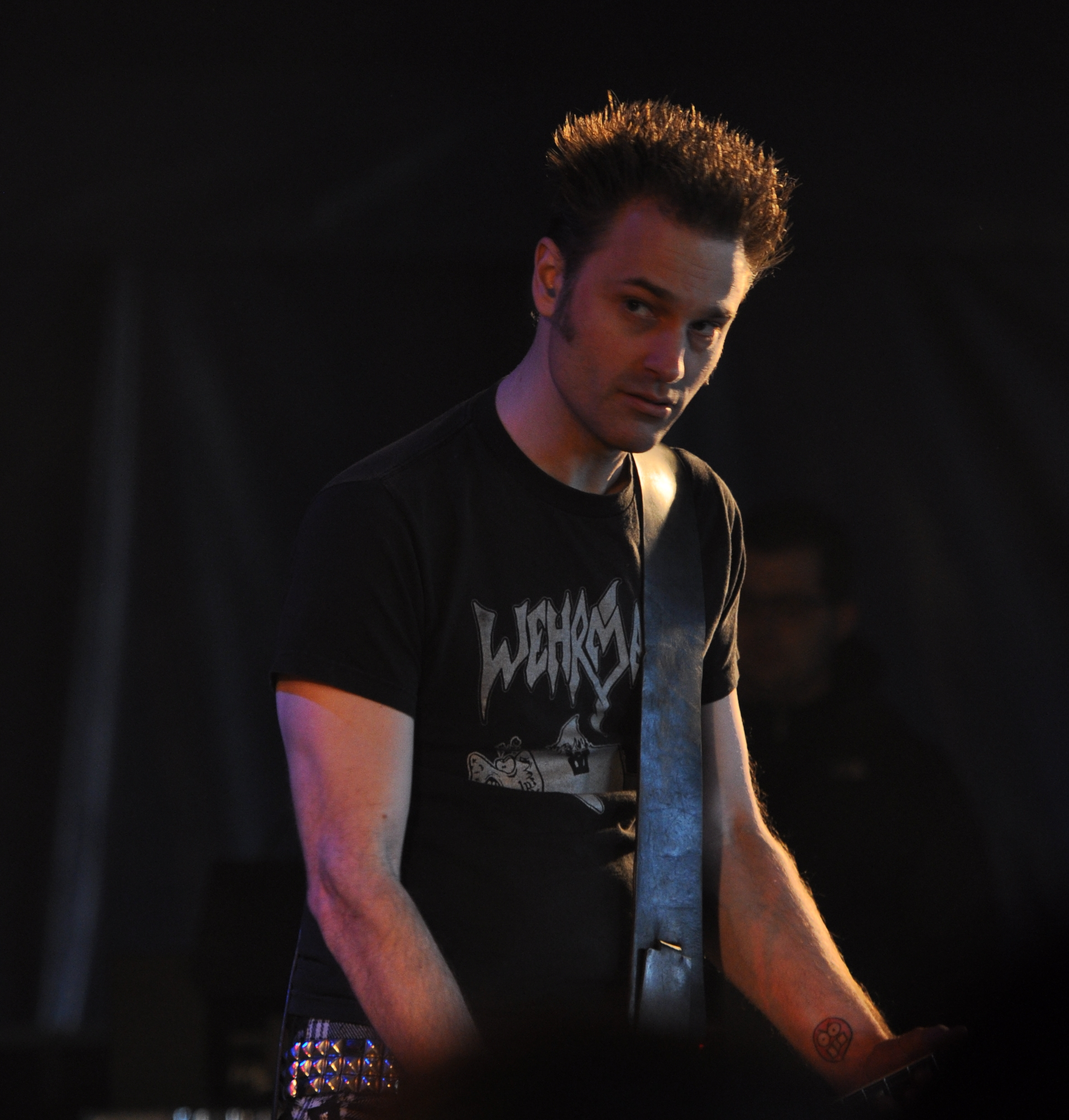
Karl Backman

### Ex componenti
- David Sandström - basso (2008 - 2011)
- Jens Nordén - batteria (2008 - 2013)[14]

## Discografia

### Album studio
- 2009 - AC4 (Ny Våg #123)
- 2013 - Burn the World (Ny Våg #133 / Deathwish Inc. DW145)

### EP
- 2010 - Split EP w/ Surprise Sex Attack (Aniseed #001)
- 2010 - Umeå Hardcore (P-Trash)

### Apparizioni in compilation
- 2010 - Snutstad e Vi kunde vart bönder in Umeå Vråljazz Giganter (Ny Våg #120)